# Dinero es deuda
Dinero es deuda (título original en inglés: Money as Debt) es un documental canadiense producido por Paul Grignon en 2006, en donde se describe la historia y el proceso de creación del dinero.
El documental presenta la mecánica de creación de dinero por parte de los bancos y explica mediante una historia de animación cómo se pasó del uso exclusivo de monedas de oro al uso de billetes, y, posteriormente, a las cuentas digitales, la supresión del patrón oro, el sistema de reserva fraccionada y las consecuencias de esta deriva como una inevitable espiral inflacionaria.

## El cuento del orfebre
El documental, para explicar la historia de la creación y funcionamiento actual de los bancos, hace referencia al cuento de un orfebre.

### La creación del primer banco
El cuento comienza con la historia de un orfebre que comienza recolectando oro y acuñando monedas con ese metal, para así intercambiarlas con sus vecinos por productos. El orfebre, con su método de acuñar monedas de oro, garantizaba unos estándares de peso y pureza de cada una de las monedas, empezando a ser aceptadas por los comerciantes. Para proteger su oro, el orfebre crea cajas fuertes donde guardarlo de forma segura. Debido al éxito de este sistema de seguridad, los vecinos solicitan al orfebre que les permitan guardar su oro en su caja fuerte a cambio del pago de un alquiler. Como era un buen negocio, el orfebre aceptó guardar el oro de sus vecinos y, con cada ingreso, expedía un cheque de cobro de oro en papel moneda como garantía y representación del oro guardado.
Con el paso de los años, el orfebre observó que eran pocos los vecinos que iban a su orfebrería a cambiar los cheques de cobro por el oro físico que representaba, debido a la comodidad que le suponía a los vecinos comerciar directamente con los cheques en vez de con el oro. Por otro lado, el orfebre empezó a prestar su propio oro a cambio de intereses y observó que los cheques empezaban a estar muy aceptados por sus vecinos, los cuales preferían que los préstamos fueran entregados de esta forma en vez de en oro físico. Con el paso de los años y la expansión de la industria, cada vez eran más las personas que iban a la orfebrería a solicitar préstamos en oro, lo que propició que el orfebre tuviera otra idea.
Como la mayoría del oro de sus vecinos estaba en sus cajas fuertes porque estos preferían comerciar con los cheques oro en papel moneda, aparte del suyo propio, el orfebre comenzó a prestar también, en forma de cheques oro, el oro de sus vecinos depositarios y a cobrar intereses a quienes les prestaba. Los años pasaban y mientras los préstamos eran devueltos y nadie se enteraba del sistema que usaba el orfebre (ahora más banquero que orfebre) este aumentaba su riqueza al ganar más oro con los intereses generados por todos los cheques de oro que prestaba como representación del oro de los vecinos. Debido a lo ostentoso que empezaba a ser el orfebre, los vecinos empezaron a desconfiar de que este se estuviera gastando sus depósitos en oro y amenazaron al orfebre con sacar todo su oro si no les explicaba de donde obtenía su riqueza. Entonces el orfebre aceptó enseñarles a sus vecinos sus depósitos y, al contrario de lo que estos creían, el oro de sus depósitos seguía estando en las cajas fuertes del orfebre. Al darse cuenta de cómo el orfebre obtenía su riqueza, los vecinos exigieron a éste que les diera una parte de los beneficios obtenidos por los intereses generados por el orfebre al prestar el oro de estos y a cambio de que los vecinos mantuvieran sus depósitos de oro en la caja fuerte del orfebre. Y así fue como surgió el negocio bancario, donde el orfebre-banquero prestaba cheques oro respaldados en el oro de sus depositantes a cambio de compartir con estos los beneficios de los intereses.
La lógica de este sistema era sencilla, razonable y aceptada por todos. Sin embargo, este sistema bancario no es en el que se basa el funcionamiento de los bancos al día de hoy (cuando se creó el documental, en 2006).

### La Reserva Fraccionaria basada en el oro
El orfebre-banquero no quedó muy contento con el nuevo sistema y buscó la forma de ganar más dinero todavía. La demanda de crédito crecía a medida que los europeos se expandían por todo el mundo, pero sus préstamos estaban limitados por la cantidad de oro que tenía en su banco como depósitos. Entonces tuvo una nueva idea.
Como nadie, excepto el orfebre-banquero, sabía cuánto oro había realmente en su caja fuerte, este empezó a prestar cheques oro de oro físico que no tenía. Como todos los clientes de su banco no iban a cambiar sus cheques oro por oro físico a la misma vez, nadie se daría cuenta. La idea de que el orfebre-banquero estuviera prestando oro que no tenía era demasiada escandalosa como para que fuera real y esta forma de préstamo pasó desapercibida para todos los poseedores de los cheques oro, durante muchos años. Ese nuevo sistema funcionó y el orfebre-banquero se hizo muy, muy rico. Pero esa capacidad que tenía el orfebre-banquero de crear dinero oro en papel se le subió a la cabeza y su forma ostentosa de vivir propició que los poseedores de los cheques oro empezaran a desconfiar. Algunos deudores empezaron a pedir préstamos en oro físico, rechazando los cheques oro en papel, y se difundieron los rumores por todos lados. Aquellos depositantes que eran muy ricos fueron al banco del orfebre-banquero a cambiar por oro físico sus cheques de cobro en papel moneda pero el orfebre-banquero no tenía todo el oro o la plata que había emitido en cheques papel moneda. Las calles se llenaban de personas con cheques oro que intentaban cambiarlos por su oro físico, pero el banco se fue a la quiebra y los depositantes perdieron toda su riqueza. A esto se le llama run on the bank o pánico bancario y es a lo que temía el orfebre-banquero. Tras esto, lo ideal hubiera sido que ese sistema en el que se crea dinero de la nada y creado por el orfebre-banquero se hubiera ilegalizado, pero la gran cantidad de créditos que había ofrecido el banco era fundamental para sostener la expansión comercial europea por todo el mundo, lo que propició que se regularizase y legalizase esa práctica. Y así se creó el sistema de reserva fraccionaria basado en el oro, donde se acordó que se les permitiría a los bancos prestar dólares en papel apoyado en oro físico real, en una proporción de 9:1. Con esto, por cada moneda de oro físico real que tuviera el banco en su caja fuerte, este podía prestar 9 más en oro ficticio en papel moneda. También se creó un Banco Central donde, en caso de bancarrota de un banco, ese actuaría con inyecciones de oro físico de emergencia. Sólo en el caso de que muchos bancos quebrasen a la misma vez estallaría la burbuja del sistema de reserva fraccionaria y se derrumbaría el sistema.

## Sistema monetario actual
Con la derogación del patrón oro, el único límite para la creación de dinero "mediante la promesa de pagarlo" es el dinero preexistente. Por tanto, dado que el dinero se crea de cero con una deuda igual, el pago de todas las deudas supondría la desaparición de éste. Sin embargo, los intereses hacen que la deuda total sea mayor que el préstamo, por lo que es imposible, con el sistema monetario actual, que la totalidad de las deudas sean pagadas. Este hecho es también explicado en el documental Zeitgeist: Addendum.

## Money as Debt II
En 2009 se estrenó un segundo documental llamado Money as Debt II: Promises Unleashed que continúa la investigación del fraude de la denominada banca moderna ("modern banking"). En parte es una respuesta a la crisis económica de 2008.